# Репартимијенто де лабор
Репартимијенто де лабор (шп. Repartimiento de Labor) (на српском: распоређивање радне снаге), је био систем респоређивања радне снаге коју је шпанска колонијална власт наметнула аутохтоном становништву америчког континента и Филипина. Према том систему, индијанске заједнице које су живеле близу шпанских насеља имале су обавезу да обезбеде одређени проценат својих људи (2—4%) који су имали обавезу да раде на пољима или у рудницима, или на Филипинима, на изградњи галија у Манили. За „распоређивање“ радне снаге био је задужен градоначелник града. Овај систем је заменио систем енкомијенди (шп. encomienda) због драстичног смањења броја Индијанаца који су умирали у великом броју од заразних болести које су Европљани донели са собом - великих богиња, грипа, тифуса, као и због тога што су Индијанци бежали. Једно време су напоредо постојала оба система.
Овај систем је био веома сличан систему мита који се примењивао у Перуу — Индијанци су били присиљени да раде за малу или често и никакву надницу на поседима, у рудницима и радионицама Шпанаца.